# Melanargia ganymedes
Melanargia ganymedes är en fjärilsart som beskrevs av Rühl 1895. Melanargia ganymedes ingår i släktet Melanargia och familjen praktfjärilar. Inga underarter finns listade i Catalogue of Life.